# Neith (luna hipotética)

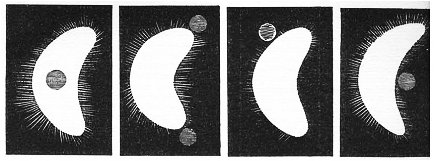
Ilustración de Francesco Fontana del supuesto satélite de Venus. Xilografías de los trabajos de Fontana (1646). Los rayos que surgen de la mancha blanca (cara iluminada de Venus) son producto de un efecto óptico.

Neith es el nombre que recibió un hipotético satélite natural del planeta Venus cuya existencia fue discutida durante los siglos XVII, XVIII y XIX.
Ya en 1645, el astrónomo italiano Francesco Fontana afirmó haber descubierto un satélite alrededor de Venus, si bien su anuncio no tuvo ningún eco o repercusión. Sin embargo en 1672, el astrónomo Giovanni Cassini creyó localizar también un satélite de Venus. Al no estar seguro de su observación dejó pasar el acontecimiento, pero en 1686, tras volver a observarlo, hizo público su descubrimiento, estimando que el cuerpo tenía aproximadamente 1/4 del tamaño de Venus.
En 1740 el astrónomo inglés James Short observó de nuevo el satélite, seguido en 1759 por Andreas Mayer y en 1761 por Joseph Louis Lagrange, quien tras observar de nuevo el satélite, estimó que éste tenía un plano orbital perpendicular al plano orbital terrestre. Durante ese mismo año el objeto se haría visible alrededor de 18 veces a otros 5 observadores. 
Especialmente interesantes fueron las observaciones de Scheuten el 6 de junio de 1761: vio a Venus en tránsito sobre el disco solar, siendo acompañado por un punto oscuro más pequeño a un lado, siguiendo su tránsito. No obstante otro astrónomo contemporáneo del fenómeno, Samuel Dunn, en Chelsea, Inglaterra, que también observó el tránsito, afirmó no haber visto el citado punto acompañando al planeta. A lo largo de 1764 otros dos observadores documentaron ocho observaciones del satélite Neith.
Ya en 1766 se producen las primeras voces críticas ante tan huidizo satélite: el director del observatorio de Viena publicó un tratado en el que declaraba que todas esas informaciones se tenían que deber sin duda a ilusiones ópticas provocadas por la luminosidad de Venus.

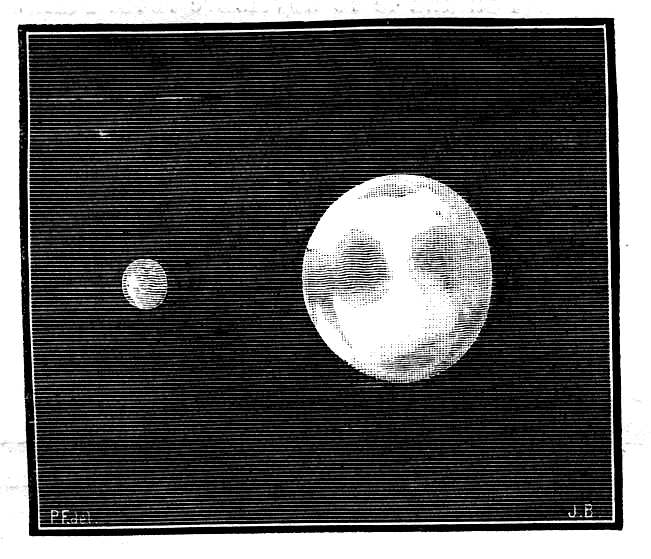
Representación artística de Venus y su satélite, de 1882.

En el año 1768 el astrónomo danés Christian Horrebow de nuevo observa el satélite venusiano y en el 1777, Johann Heinrich Lambert publicó sus conclusiones y cálculos sobre los diferentes elementos orbitales del satélite en el Berliner Astronomischer Jarhbuchel, anuario astronómico de Berlín, calculando la distancia media estimada del satélite a Venus (66'5), su periodo orbital (11 días y 3 horas) y la inclinación de su órbita en relación con la elíptica (64°).
En 1768 Christian Horrebow observó de nuevo el satélite, en Copenhague, tras lo que se produjeron varias búsquedas del mismo, incluyendo una realizada por William Herschel. Todos fallaron en el intento de encontrar el satélite. Mucho más tarde, el alemán F. Schorr intentó revisar el caso en relación con el satélite en un libro publicado en 1875.
En 1884, el exdirector del Real Observatorio de Bruselas, M. Hozeau, sugiere que el satélite se muestra cercano a Venus cada 1.080 días, no porque esté orbitando alrededor de Venus, sino porque es en realidad un planeta independiente que orbita alrededor del Sol una vez cada 283 días, lo que lo colocaba en conjunción con Venus cada 1.080 días. Hozeau lo bautiza con el nombre de la diosa egipcia Neith. 
La Academia Belga de Ciencias publica en 1887 un estudio en el que se refuta la existencia de Neith y del satélite de Venus, demostrando que todos los registros realizados hasta la fecha eran de estrellas cercanas ópticamente a Venus.
La última observación de la teórica luna se produjo el 13 de agosto de 1892, cuando Edward Emerson Barnard registró un objeto de magnitud 7 cerca de Venus. No existe una estrella en la posición registrada por Barnard. Todavía no se sabe qué es lo que vio, pero la tesis de Neith dejó de tener credibilidad científica.